# 中山稔己
中山稔己（なかやま としき、1976年10月1日 - ）は、日本の音楽プロデューサー、経営者。佐賀県出身。

## 経歴
Trip Jam na-kedとしてデビュー。活動休止後は音楽プロデューサーとして新人発掘を行う。
野外音楽フェス「KIPフェス」の開催し、タレントやアーティストのキャスティングも行う。
2017年にも福岡百道浜で開催されたBeatJackのキャスティング協力も行った。
新人の発掘および育成をプロダクション事業を展開し、YANAGIMANや桜井鉄太郎、深町健二郎と交流が深い。
プロデュースでは、BASEBALL☆GIRLSをビクターよりメジャー・デビューさせた他多くのアーティストのプロデュースや烏龍舎などの新人発掘の協力を行う。
DJ KEINを中心にケツメイシの大蔵、ORANGE RANGEのRYO、Def TechのShen Brownとともにイベントを展開している。
ハウステンボスカウントダウン2019-2022のプロデュース、ハウステンボスとHKT48のアンバサダータイアップにも携わっている。
映画のプロデューサーとしては、映画「巫女っちゃけん。」を制作した。
金沢知樹と展開する舞台とドラマを連動したしゃーSHE彼女のコ・プロデューサーも務める。
現在、cheluをフジパシフィックミュージックよりソロデビューさせ、1st Single「燈傷」がレコチョクデイリーチャート3位、ウィークリーチャート5位となった。2nd Single「ホワイトソング」はレコチョクデーリーチャート1位となった。
その他、Great Fantastic Everydayのプロデュース等も手掛けている。

## Trip Jam na-ked発表作品

### アルバム
1. 『cliff』インディーズ作品
2. 『SLOW SEASON』2006年11月22日発売、ブロー・ウィンド・レコード[1][2]、BWCP-1116
3. 『YOU』2007年10月24日発売、Singing-high Records（放送出版エージェンシー）、HOSH-2007

## 楽曲提供
- 泉見洋平『シアワセはありますか』作曲
- SUPRE POWER『You Don't』作曲、他
- QunQun『ギフト』『プラネタリウム』『君とラブレター』作詞・作曲
- BASEBALL☆GIRLS『逢いたくて』『君と東京タワー』『ONE LOVE』作詞・作曲、他
- 比花知春『想い出のジュークボックス』『君がくれたこと』作詞・作曲